# Eugenio Loria
Eugenio Loria (* 3. Januar 1981 in Bari) ist ein ehemaliger italienischer Radrennfahrer.
Eugenio Loria wurde 2006 Zweiter bei der Coppa Penna und bei der U23-Austragung der Trofeo Matteotti. Außerdem belegte er den zweiten Platz auf einem Teilstück des U23-Rennens Giro di Toscana. Ab 2007 fuhr er für das italienische Continental Team Universal Caffé-Ecopetrol, bei dem auch sein Zwillingsbruder Domenico Loria seit 2005 fuhr. Bei der Tour du Sénégal gewann Eugenio Loria zwei Etappen und wurde einmal Etappenzweiter hinter seinem Bruder Domenico.
2010 beendete Loria seine aktive Radsportlaufbahn.

## Erfolge
2007
- zwei Etappen Tour du Sénégal

## Teams
- 2007 Universal Caffé-Ecopetrol
- 2008 P-Nívó Betonexpressz 2000 Corratec
- 2009 Centri della Calzatura
- 2010 Centri della Calzatura